# Palazzo delle Papesse
Palazzo Piccolomini-delle Papesse si trova a Siena, in via di Città 126. Dopo essere stato a lungo sede bancaria, è oggi un polo espositivo, di arte soprattutto contemporanea.

## Storia

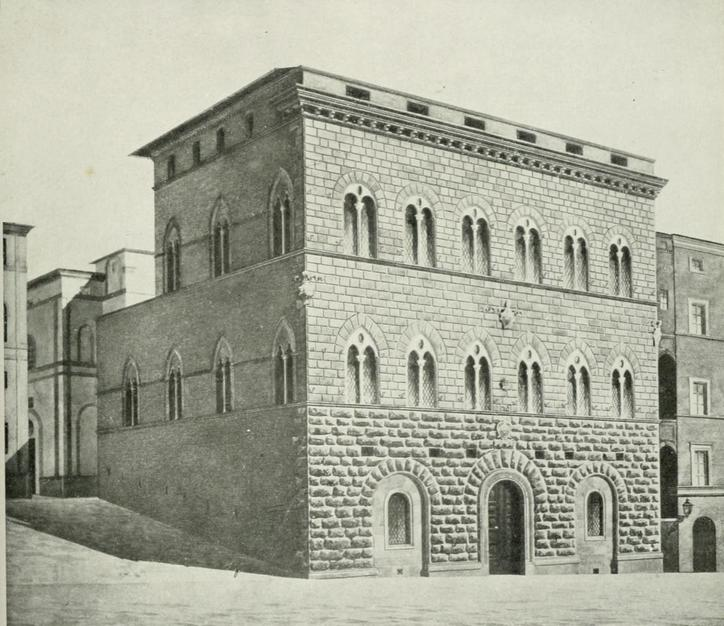
Il Palazzo Piccolomini delle Papesse (disegno)

Il palazzo sorse per volontà della sorella di papa Pio II, Caterina Piccolomini (da cui la denominazione "delle Papesse") nel 1460 nella centrale via di Città, probabilmente su disegno dell'architetto preferito dal pontefice, Bernardo Rossellino. Venne terminato nel 1495 circa con l'intervento di Antonio Federighi e Urbano da Cortona.
Il palazzo si caratterizza anche da un cortile interno i cui capitelli sono quasi certamente realizzati dello scultore Lorenzo di Mariano intorno al 1509-1510.
Nel 1633 Galileo Galilei fu ospite dal 9 luglio al dicembre dell'arcivescovo Ascanio II Piccolomini. Egli fece delle osservazioni della luna dall'altana del palazzo, collocata sul tetto dell'edificio, dalla quale peraltro si gode un magnifico panorama della città.
Verso la fine del 1600 la famiglia Piccolomini si estinse, ma Pio II aveva creato la consorteria Piccolomini per riunirne i vari rami che si erano andati formando nei secoli (come i Piccolomini Todeschini, i Piccolomini Clementini, i Piccolomini Pieri, i Bandini Piccolomini e altri). In questo modo la Consorteria decise di affittare il palazzo al Convitto Tolomei, sorto nel 1629 ad opera di Celso Tolomei. Il collegio si trasferì poi in altro edificio, in parte ricostruito da Agostino Fantastici, nel 1820.
Il palazzo delle Papesse passò quindi allo Stato che vi installò alcuni uffici.
Nel 1864 il palazzo venne restaurato da Augusto Corbi con pesanti interventi sulle grottesche contribuendo a snaturare le decorazioni originali. Dal 1884 appartiene alla Banca d'Italia che a sua volta lo adatta alle proprie necessità. Sono di questi anni le decorazioni neorinascimentali del piano nobile.
Dopo un nuovo restauro, nel 1998 il palazzo viene riaperto come Centro d'Arte Contemporanea, che chiuse i battenti nel 2008. Tornato di proprietà alla Banca d'Italia, è stato ceduto alla società Dalì Universe del gallerista milanese Beniamino Levi per la cifra di dieci milioni di euro, il quale era già affittuario dell'immobile all'indomani della chiusura del Centro in vista di una esposizione delle opere di Salvador Dalì, nonostante molte critiche sulla eccessiva "commercializzazione" dell'arte da parte del gallerista.
Banca d'Italia ha venduto ad Opera Laboratori di Firenze, che a Siena ha vari interessi commerciali, il palazzo delle Papesse per una cifra di cinque milioni di euro con lo scopo di farlo tornare ad essere un centro espositivo. L'ipotesi era quella di una collaborazione con Galleria continua, nata a San Gimignano, ma ormai con sedi internazionali.
Nel 2025 il palazzo ha comunque riaperto come sede espositiva per mostre temporanee.

## Descrizione
Il palazzo è un convincente esempio di architettura rinascimentale alla fiorentina, che si inserisce armoniosamente nel tessuto medievale della via.
La facciata presenta un paramento in pietra (travertino), a bugnato rustico al pian terreno e provvisto di due ordini di bifore nei piani superiori.

## Centro d'arte contemporanea
Il centro ha organizzato mostre, sia collettive che personali. Ha fatto parte della TRA ART - Rete Toscana di Arte Contemporanea, una rete pubblica di iniziative e centri sul territorio Toscano creata per sostenere le arti e le culture contemporanee. 
All'interno del Palazzo delle Papesse avevano trovato spazio anche l'Accademia per le Arti, le Scienze Multimediali ARSNOVA e Radio papesse, un progetto incentrato sull'audio creato in collaborazione dalle Papesse e da TRA ART.
Il Centro d'Arte Contemporanea è stato chiuso nel 2008.

### Esposizioni
2008
- .za giovane arte dal sudafrica
- Paul Morrison - Bookshop

2007
- Numerica
- System Error, War is a force that gives us meaning
- Roberto Paci Dalò - Sparks

2006
- Lea Vergine - D'Ombra
- Good Vibrations, le arti visive e il Rock
- Leonardo Drew
- Nari Ward

2005
- Guardami. Percezione del video
- Identità & Nomadismo
- Niamh O'Malley - Window
- Anya Gallaccio - The look of things
- Elisa Sighicelli - Sottovoce
- Sergio Prego - Sunoise

2004
- Invisibile
- Ipermercati dell'arte. Il consumo contestato
- Petulia Mattioli - Russell Mills| Hold
- 4X4
- Laura Vinci - Caveau
- Zero - 1958-1968 tra Germania e Italia
- Carlos Garaicoa - La misura di quasi tutte le cose
- Jaume Plensa - Fiumi e cenere
- Richard Wilson - Bank Job
- Antropologia, studenti, videotape a cura di Visionaria International Festival, XIII edizione

2003
- Flesh for Fantasy
- Il Palazzo delle Libertà
- Isabella Bordoni - Caveau
- Luca Pancrazzi - Art books chosen by artists
- Jason Middlebrook - Caveau
- Melting Pop

2002
- Vedovamazzei - Caveau
- Annette Messager - Pudique, publique
- Christian Boltanski - Faire part
- Vittorio Corsini - Caveau
- Olivo Barbieri-Elger Esser - Cityscape/Landescape
- Studio Azzurro - Caveau
- Doppiavu, rassegna di videoarte, Visionaria International Festival, XI edizione
- Arte all'Arte a cura di Arte Continua S. Gimignano
- Collezionismi. De Gustibus a cura di Achille Bonito Oliva

2001
- The Age of Wonders
- Le Repubbliche dell'Arte: Germania
- Le Repubbliche dell'Arte: Paesi Nordici
- Paolo Canevari - Caveau
- Il Dono

2000
- Le Repubbliche dell'Arte: Svizzera
- Xenophora
- Jim Dine: 1960-1970
- Artisti Collezionisti